# Dutch Schultz
Dutch Schultz (nacido Arthur Simon Flegenheimer; 6 de agosto de 1901 – 24 de octubre de 1935) fue un mafioso estadounidense de Nueva York en los años 1920 y 1930, que hizo fortuna con actividades relacionados al crimen organizado incluyendo contrabando de licores y lotería. Debilitado por dos juicios por evasión de impuestos liderados por el fiscal Thomas Dewey, los garitos de Schultz también estaban amenazados por el mafioso Lucky Luciano. En un intento de evitar su condena, Schultz pidió a la Comisión permiso para matar a Dewey, que le fue denegado. Cuando Schultz intentó desobedecer a la Comisión e intentar asesinar al fiscal, la Comisión ordenó su asesinato en 1935.